# Berlin (Wisconsin)
Pour les articles homonymes, voir Berlin (homonymie).
Berlin est une ville du Wisconsin aux États-Unis, dans le Comté de Green Lake et le Comté de Waushara.
Sa population était de 5 524 habitants en 2010.